# Лума
Лума (Luma) — рід рослин родини миртових, що складається з двох видів, поширених у вільдивійських лісах крайнього півдня Південної Америки. Це кущі або дерева з вічнозеленим листям та гладкою червоною або оранжевою корою, зазвичай висотою до 10-20 м і діаметром стовбуру до 1 м. Листя розташоване напроти один одного, овальне, 1-5 см завдовжки і 0,5-3 см завширшки, цільне, темнозелене, із характерним запахом при роздавлюванні. Квітки 2 см в діаметрі, з чотирма пелюстками і численними тичинками; плід — невелика чорна або фіолетова ягода діаметром 1 см.
Види
- Арраян або тему (Luma apiculata)
- Чекен або уїліпета (Luma chequen)

Назва роду походить від назви спорідненого виду Amomyrtus luma мовою мапуче.
| Гібіскус | Це незавершена стаття про квіткові рослини. Ви можете допомогти проєкту, виправивши або дописавши її. |